# Danh sách di sản thế giới tại Việt Nam

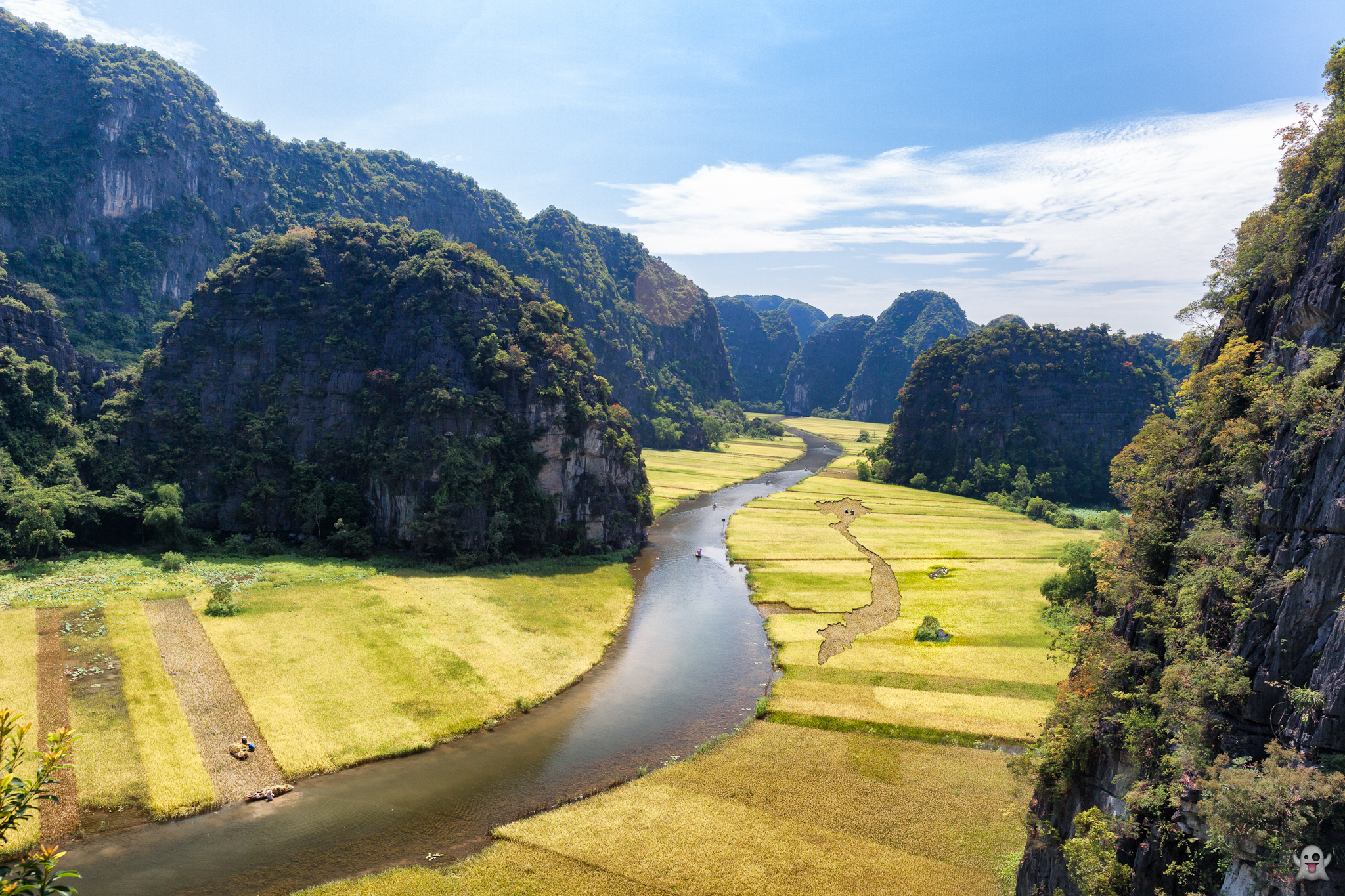
Thắng cảnh Tam Cốc-Bích Động thuộc Quần thể danh thắng Tràng An, Di sản thế giới hỗn hợp của UNESCO duy nhất ở Đông Nam Á

Những Di sản thế giới của Tổ chức Giáo dục, Khoa học và Văn hóa Liên Hợp Quốc (UNESCO) là di chỉ, di tích hay danh thắng của một quốc gia được công nhận và quản lý bởi UNESCO. Di sản thế giới tại Việt Nam đã được UNESCO công nhận có đủ cả ba loại hình: di sản thiên nhiên thế giới, di sản văn hóa thế giới và di sản hỗn hợp văn hóa và thiên nhiên thế giới. Trong hệ thống các danh hiệu của UNESCO, di sản thế giới là danh hiệu danh giá nhất và lâu đời nhất.
Các tiêu chí của di sản bao gồm tiêu chí của di sản văn hóa (bao gồm i, ii, iii, iv, v, vi) và di sản thiên nhiên (vii, viii, ix, x). Từ năm 2025, Việt Nam có 9 di sản thế giới được UNESCO công nhận. 6 trong số đó là di sản văn hoá, 2 là di sản tự nhiên và 1 di sản thế giới hỗn hợp. Vườn quốc gia Phong Nha-Kẻ Bàng, Vịnh Hạ Long là những di sản thiên nhiên. Quần thể di tích Cố đô Huế, Phố cổ Hội An, Thánh địa Mỹ Sơn, Khu di tích trung tâm Hoàng thành Thăng Long, Thành nhà Hồ, Quần thể danh thắng Yên Tử - Vĩnh Nghiêm - Côn Sơn, Kiếp Bạc là những di sản văn hoá. Quần thể danh thắng Tràng An là Di sản hỗn hợp duy nhất tại Việt Nam và Đông Nam Á, và là một trong số ít 40 di sản hỗn hợp được UNESCO công nhận.

## Danh sách di sản
Bảng sau liệt kê thông tin về các di sản thế giới:
Tên: như tên liệt kê bởi Ủy ban Di sản Thế giới
Địa điểm: thành phố hay tỉnh nơi có di sản
Niên đại: giai đoạn có ý nghĩa, thường là thời gian xây dựng
Dữ liệu UNESCO: số tham chiếu địa điểm, năm địa điểm được ghi vào Danh sách di sản thế giới; với tiêu chí mà di sản được xếp hạng
Mô tả: mô tả ngắn về địa điểm của UNESCO
| STT | Tên                                                                     | Hình ảnh | Địa điểm                                                                                            | Niên đại         | Dữ liệu của UNESCO                                | Mô tả |
| --- | ----------------------------------------------------------------------- | -------- | --------------------------------------------------------------------------------------------------- | ---------------- | ------------------------------------------------- | --- |
| 1   | Khu di tích trung tâm Hoàng thành Thăng Long-Hà Nội                     |          | Thành phố Hà Nội 21°2′22″B 105°50′14″Đ / 21,03944°B 105,83722°Đ                                     | Thế kỷ XI        | 1328; 2010; ii, iii, vi                           | Hoàng thành Thăng Long được xây dựng vào thế kỷ XI dưới triều nhà Lý ở Việt Nam, đánh dấu nền độc lập của Đại Việt. Được xây dựng trên tàn tích của một pháo đài Trung Quốc vào thế kỷ VII, nơi đây là trung tâm chính trị và quyền lực của Đại Việt trong suốt 13 thế kỷ. Ngày nay, Hoàng thành cùng khu khảo cổ số 18 Hoàng Diệu phản ánh nền văn hóa Đông Nam Á đặc sắc nơi Đồng bằng Sông Hồng, cửa ngõ thông thương giữa Trung Hoa cổ đại và Vương quốc cổ Champa. |
| 2   | Đô thị cổ Hội An                                                        |          | Thành phố Đà Nẵng 15°53′0″B 108°20′0″Đ / 15,88333°B 108,33333°Đ                                     | Thế kỷ XV-XIX    | 948; 1999; ii, v                                  | Phố cổ Hội An là một ví dụ nổi bật cho một cảng thương mại của Đông Nam Á vào thế kỷ XV tới thế kỷ XIX. Các kiến trúc và đường sá của Hội An phản ánh những nét ảnh hưởng của văn hóa bản địa và ngoại quốc đã tạo nên nét độc đáo cho di sản này. |
| 3   | Quần thể danh thắng Tràng An                                            |          | Tỉnh Ninh Bình 20°15′24″B 105°53′47″Đ / 20,25667°B 105,89639°Đ                                      | n/a              | 1438; 2014; v, vii, viii                          | Tọa lạc tại phía Nam của Lưu vực sông Hồng, Quần thể danh thắng Tràng An là một quần thể thắng cảnh gồm các núi đá vôi địa hình cacxtơ xen kẽ các thung lũng và các vách đá dốc. Các cuộc khám phá đã chỉ ra rằng nơi đây xuất hiện chứng tích khảo cổ của loài người cách đây hơn 30.000 năm. Quần thể còn bao gồm chùa, đền thờ, ruộng lúa và các làng nhỏ. |
| 4   | Quần thể di tích Cố đô Huế                                              |          | Thành phố Huế 16°28′10″B 107°34′40″Đ / 16,46944°B 107,57778°Đ                                       | Thế kỷ XIX-XX    | 678; 1993; iv                                     | Với vai trò là kinh thành của một Việt Nam thống nhất năm 1802, Huế không chỉ là trung tâm chính trị mà còn là trung tâm văn hóa và tôn giáo dưới triều nhà Nguyễn cho tới năm 1945. Dòng sông Hương chảy qua kinh thành, cấm cung và nội thành mang lại cho kinh thành một phong cảnh thiên nhiên tuyệt diệu. |
| 5   | Thành nhà Hồ                                                            |          | Tỉnh Thanh Hoá 20°4′41″B 105°36′17″Đ / 20,07806°B 105,60472°Đ                                       | Thế kỷ XIV       | 1358; 2011; ii, iv                                | Thành nhà Hồ được xây dựng vào thế kỷ XIV dựa trên những nguyên tắc của phong thủy là minh chứng cho sự phồn thịnh Nho giáo vào thế kỷ XIV ở Việt Nam cũng như đông Á. Dựa trên phong thủy, thành nhà Hồ tọa lạc nơi có thắng cảnh tuyệt đẹp giao thoa giữa núi non và đồng bằng ven sông Mã và sông Bưởi. Thành nhà Hồ là đại diện nổi bật cho một phong cách mới của kinh thành Đông Nam Á.                                                                           |
| 6   | Khu di tích Chăm Mỹ Sơn                                                 |          | Thành phố Đà Nẵng 15°31′0″B 108°34′0″Đ / 15,51667°B 108,56667°Đ                                     | Thế kỷ IV - XIII | 949; 1999; ii, iii                                | Trong khoảng từ thế kỷ IV và đến XIII, một nền văn hóa độc đáo bắt nguồn từ văn hóa Ấn Độ giáo trỗi dậy ở duyên hải ven biển của Việt Nam ngày nay. Điều này được thể hiện qua những tàn dư của một quần thể tháp-đền thờ tọa lạc tại cố đô của vương quốc cổ Champa. |
| 7   | Vườn quốc gia Phong Nha-Kẻ Bàng và Vườn quốc gia Hin Nam No             |          | Tỉnh Quảng Trị 17°32′14″B 106°9′5″Đ / 17,53722°B 106,15139°ĐTỉnh Khăm Muộn, Lào                     | n/a              | 951; 2003 (tái công nhận: 2015, 2025) viii, ix, x | Vườn quốc gia Phong Nha-Kẻ Bàng có diện tích 126.236 héc ta và có chung đường biên giới với Khu bảo tồn thiên nhiên Hin Namno của Cộng hòa Dân chủ Nhân dân Lào. Vườn quốc gia bao gồm các cao nguyên đá vôi và rừng nhiệt đới. Bao gồm các đa dạng địa lý tuyệt vời, nhiều hang động và sông ngầm, vườn quốc gia có một hệ sinh thái phong phú cùng nhiều loài sinh vật đa dạng.                                                                                       |
| 8   | Vịnh Hạ Long - Quần đảo Cát Bà                                          |          | Tỉnh Quảng Ninh & Thành phố Hải Phòng 20°54′B 107°6′Đ / 20,9°B 107,1°Đ                              | n/a              | 672; 1994 (tái công nhận: 2000, 2011); vii, viii  | Vịnh Hạ Long - Quần đảo Cát Bà nằm trong Vịnh Bắc Bộ là một quần thể gồm hơn 1.600 đảo lớn nhỏ, tạo nên một phong cảnh tuyệt đẹp giữa biển với những cột đá vôi nhô lên. Hầu hết những hòn đảo đều không có người và không có sự tác động của con người do đặc tính dốc của chúng. Ngoài vẻ đẹp kỳ diệu, vịnh Hạ Long còn sở hữu hệ sinh thái đặc sắc. |
| 9   | Quần thể di tích và danh thắng Yên Tử – Vĩnh Nghiêm – Côn Sơn, Kiếp Bạc |          | Tỉnh Quảng Ninh, tỉnh Bắc Ninh & Thành phố Hải Phòng 21°9′39″B 106°42′50″Đ / 21,16083°B 106,71389°Đ | Thế kỷ XIII      | 1732; 2025; iii, vi                               | Quần thể di tích và danh thắng Yên Tử - Vĩnh Nghiêm, Côn Sơn, Kiếp Bạc là minh chứng đặc biệt về Phật giáo Trúc Lâm, một truyền thống Thiền độc đáo của Việt Nam được thành lập vào thế kỷ XIII bởi các vua nhà Trần, hoàng gia và các nhà tu hành thông tuệ. |

## Đặc điểm các di sản Việt Nam
- Các di sản thế giới hiện đều nằm ở nửa phía Bắc của Việt Nam, từ Đà Nẵng trở ra.
- Di sản thế giới đáp ứng nhiều tiêu chuẩn nhất: Quần thể danh thắng Tràng An, Vườn Quốc Gia Phong Nha - Kẻ Bàng, Hoàng thành Thăng Long đều đáp ứng 3 tiêu chuẩn.
- Di sản thế giới chỉ đáp ứng 1 tiêu chuẩn: Quần thể di tích Cố đô Huế. Có 5 di sản khác đáp ứng 2 tiêu chuẩn.
- Các di sản thiên nhiên thế giới (Vịnh Hạ Long-Quần đảo Cát Bà, Quần thể danh thắng Tràng An, VQG Phong Nha - Kẻ Bàng) đều liên quan đến các vùng núi và hang động karst (đáp ứng tiêu chuẩn VIII).
- Các di sản văn hóa thế giới (Hoàng thành Thăng Long, Quần thể danh thắng Tràng An, Thành nhà Hồ, Quần thể di tích Cố đô Huế) đều liên quan đến các kinh đô cổ của Việt Nam.
- Quần thể danh thắng Tràng An là di sản thế giới hỗn hợp duy nhất ở Việt Nam và Đông Nam Á.[3]
- Trong số 7 di sản văn hóa thế giới: có 4/5 di sản đáp ứng tiêu chuẩn II; 3/5 di sản đáp ứng tiêu chuẩn IV; 2/5 di sản đáp ứng tiêu chuẩn V; 3/5 di sản đáp ứng tiêu chuẩn III, 1 di sản đáp ứng tiêu chuẩn VI và chưa có di sản nào đáp ứng tiêu chuẩn I.
- Cả ba di sản liên quan đến thiên nhiên đều đáp ứng tiêu chuẩn VIII còn các tiêu chuẩn VII, IX, X chỉ có ở một trong 3 di sản trên.
- Di sản Vườn quốc gia Phong Nha - Kẻ Bàng là di sản thiên nhiên liên biên giới đầu tiên của Việt Nam.

## Di sản tại các kỳ họp gần đây
Dưới đây là danh sách các đề cử di sản thế giới được đưa ra xét duyệt tại các kỳ họp gần đây:
- Năm 2007, Kỳ họp thứ 31: Vườn quốc gia Ba Bể. Trong phần tổng kết đánh giá, IUCN (Liên minh bảo tồn thiên nhiên quốc tế-cơ quan tham vấn của UNESCO) đã đưa ra ý kiến rằng không thể đề cử tương lai với tiêu chí thẩm mỹ (VII) và địa chất địa mạo (VIII) thậm chí với một khu vực rộng lớn hơn và bất cứ đề cử mới trong tương lai nào nên chú trọng vào tiêu chí đa dạng sinh học (X). Cách thức tiếp cận theo báo cáo của PARC về đề xuất thành lập Tổ hợp bảo tồn Vườn quốc gia Ba Bể-Khu bảo tồn thiên nhiên Na Hang-Khu bảo tồn Nam Xuân Lạc (Tổ hợp bảo tồn Ba Bể-Na Hang) thì sẽ có khả năng công nhận cao hơn. Lưu ý đến việc sử dụng tiềm năng các thiết kế quốc tế khác như Khu dự trữ sinh quyển thế giới hay Công viên địa chất toàn cầu để củng cố việc công nhận quốc tế với giá trị của tài sản và cân bằng bảo tồn thiên nhiên và di sản văn hóa.
- Năm 2010, kỳ họp thứ 34 tại Brasil: Khu trung tâm Hoàng thành Thăng Long-Hà Nội
- Năm 2011, kỳ họp thứ 35 tại Paris: Vườn Quốc gia Phong Nha - Kẻ Bàng (xem xét vào kì họp khác) và Thành nhà Hồ (được công nhận).
- Năm 2013, kỳ họp thứ 37 tại Campuchia: Vườn quốc gia Cát Tiên (rút đề cử). Trong phần tổng kết đánh giá, IUCN (Liên minh bảo tồn thiên nhiên quốc tế-cơ quan tham vấn của UNESCO) đã đưa ra ý kiến rằng diện tích khu vực đề cử (vùng lõi) trong năm 2013 là quá nhỏ (chỉ 11% diện tích của Vườn quốc gia Cát Tiên) và chắc chắn rằng đa dạng sinh học của vùng lõi này là thấp hơn toàn bộ Vườn quốc gia. Do đó, không thể tồn tại tất cả các loài nguy cấp toàn cầu được báo cáo với một con số lý tưởng ở một khu vực rất nhỏ. Sự đa dạng về động vật có xương sống (toàn bộ Vườn quốc gia Cát Tiên) là tương tự các di sản thiên nhiên thế giới khác (các rừng mưa nhiệt đới đã được công nhận). Bên cạnh đó, số lượng các loài thú nguy cấp toàn cầu nằm cũng có mức độ tương tự. IUCN khuyên nên mở rộng đề cử ra toàn bộ khu vực đã được thiết kế là Khu dự trữ sinh quyển thế giới và khu Ramsar để tận dụng những sự công nhận quốc tế để xây dựng những phương pháp bảo tồn và quy hoạch quản lý mạnh mẽ hơn và hành động chống lại những mối đe dọa chính như phát triển thủy điện, hầm mỏ, du lịch thiếu kiểm soát và nói riêng là nạn săn bắt động thực vật đã đang tác động nghiêm trọng đến những giá trị của vườn quốc gia.
- Năm 2014, kỳ họp thứ 38 tại Qatar: Quần đảo Cát Bà (rút đề cử). Trong phần tổng kết đánh giá, IUCN (Liên minh bảo tồn thiên nhiên quốc tế - cơ quan tham vấn của UNESCO) đã đưa ra ý kiến rằng giá trị các hệ sinh thái của di sản đề cử là tương tự với di sản Vịnh Hạ Long liền kề và hai khu vực rõ ràng là bổ sung cho nhau. Nếu đề cử một mình thì Cát Bà thiếu đi tính toàn vẹn cần thiết để được công nhận. Tương tự, những đòi hỏi về diện tích và sự liên tục các hệ sinh thái trên đất liền có luận cứ không chặt chẽ và đơn thuần chỉ minh họa sự đa dạng địa lý, môi trường sống và hệ sinh thái nằm trong tài sản đề cử. Các hệ sinh thái biển cũng tương tự di sản Vịnh Hạ Long. Hồ sơ đề cử nhấn mạnh sự tồn tại của loài Voọc Cát Bà-một loài cực kì nguy cấp (phân loài của Voọc đầu trắng ở đất liền) lập luận cho tiêu chí đa dạng sinh học (X). Trạng thái bảo tồn chính loài này mang biểu tượng mức độ quốc gia và những nỗ lực bảo tồn đáng khen ngợi nhưng không đủ để công nhận về tiêu chí này. Một con số lớn các loài động thực vật đặc hữu đã được phát hiện và không chỉ đặc hữu cho riêng Cát Bà. Vì vậy, Cát Bà có tiềm năng lớn là một phần mở rộng của Vịnh Hạ Long dưới tiêu chí (VII) và (VIIII) và đặc biệt là dưới tiêu chí (X), nhưng yêu cầu nghiên cứu thêm. Năm 2016, Chính phủ đã quyết định phối hợp cùng 2 tỉnh Quảng Ninh và Hải Phòng lập hồ sơ "Vịnh Hạ Long-Quần đảo Cát Bà" đề nghị công nhận là di sản thiên nhiên thế giới. Quần thể danh thắng Tràng An tại Ninh Bình (thành công).
- Năm 2015, Vườn quốc gia Phong Nha-Kẻ Bàng (thành công): mở rộng diện tích vùng bảo vệ bao phủ gần như toàn bộ khối núi đá vôi Kẻ Bàng, bổ sung 2 tiêu chí (IX) và (X) về đa dạng sinh học và sinh thái. UNESCO cũng khuyến khích Việt Nam phối hợp với Chính phủ Lào để tiếp tục đề cử một di sản mới liên quốc gia.

## Các đề cử dự kiến

### Đã gửi UNESCO thông qua
| Di tích                                  | Hình ảnh | Địa điểm                                                                  | Niên đại          | Dữ liệu UNESCO         |
| ---------------------------------------- | -------- | ------------------------------------------------------------------------- | ----------------- | ---------------------- |
| Quần thể di tích và danh thắng Hương Sơn |          | Thành phố Hà Nội 20°37′5″B 105°44′40″Đ / 20,61806°B 105,74444°Đ           | Tới 300 năm trước | 960; 1991; (Văn hoá)   |
| Khu bãi đá chạm khắc cổ tại Sa Pa        |          | Tỉnh Lào Cai 22°18′3″B 103°54′8″Đ / 22,30083°B 103,90222°Đ                | không rõ          | 959; 1997; (Văn hoá)   |
| Vườn quốc gia Cát Tiên                   |          | Tỉnh Đồng Nai & Tỉnh Lâm Đồng 11°30′B 107°20′Đ / 11,5°B 107,333°Đ         | không rõ          | 5070; 2006; vii, ix, x |
| Hang Con Moong                           |          | Tỉnh Thanh Hoá 20°17′15″B 105°36′18″Đ / 20,2875°B 105,605°Đ               | Thời kỳ Đồ đá mới | 5072; 2006; ii, iii, v |
| Khu di sản thiên nhiên Ba Bể-Na Hang     |          | Tỉnh Thái Nguyên & Tỉnh Tuyên Quang 22°25′B 105°37′Đ / 22,417°B 105,617°Đ |                   | 6262; 2017; vii, x     |

### Đề xuất của các tỉnh, thành phố
| Tên                                   | Hình ảnh | Địa điểm                                                                | Hạng mục    | Ghi chú |
| ------------------------------------- | -------- | ----------------------------------------------------------------------- | ----------- | --- |
| Các di tích văn hóa Óc Eo             |          | Tỉnh An Giang 10°15′B 105°9′Đ / 10,25°B 105,15°ĐKiên Giang và Đồng Tháp | Văn hóa     | Tỉnh An Giang đang chủ trì lập hồ sơ. Tỉnh Đồng Tháp vừa có ý kiến tham gia vào đề cử với Khu di tích Gò Tháp. |
| Thánh địa Cát Tiên                    |          | Tỉnh Lâm Đồng 11°31′42″B 107°23′56″Đ / 11,52833°B 107,39889°Đ           | Văn Hóa     | Nhiều ý kiến cho rằng nên đề cử Vườn quốc gia Cát Tiên trước rồi mở rộng ra Di chỉ Cát Tiên sau. Đặc biệt khi chúng ta chưa thể xác định chính xác chủ nhân của thánh địa này. |
| Cao nguyên đá Đồng Văn                |          | Tỉnh Tuyên Quang 23°15′37″B 105°15′18″Đ / 23,26028°B 105,255°Đ          | Thiên nhiên | UNESCO đã có ra đề xuất, Cao nguyên đá Đồng Văn tham gia vào di sản "Karst Nam Trung Quốc". Từ tháng 4 năm 2010, hồ sơ cao nguyên đá Đồng Văn được đệ trình UNESCO công nhận là công viên địa chất toàn cầu. Đây cũng là công viên địa chất toàn cầu đầu tiên của Việt Nam. |
| Cổ Loa                                |          | Thành phố Hà Nội 21°06′51″B 105°51′20″Đ / 21,11417°B 105,85556°Đ        | Văn hóa     | Đã có văn bản của BVHTTDL rằng Cổ Loa không đủ điều kiện để đề cử di sản, những dấu vết đoạn thành xưa của An Dương Vương không còn nhiều và cũng không ấn tượng, đặc biệt là theo yêu cầu hồ sơ đề cử thì phải tốn rất nhiều kinh phí để giải phóng mặt bằng hàng ngàn hộ dân ra khỏi vùng lõi di sản                                                                                    |
| Các tháp Chăm ở Bình Định             |          | Tỉnh Đắk Lắk 13°51′53″B 109°07′42″Đ / 13,86472°B 109,12833°Đ            | Văn hóa     | Bình Định là tỉnh có số lượng tháp Chăm nhiều nhất cả nước. Viện Khảo cổ học Việt Nam và UBND tỉnh Bình Định xúc tiến xin phép Chính phủ lập hồ sơ trình UNESCO công nhận hệ thống di tích tháp Chăm ở Bình Định trở thành di sản văn hóa nhân loại |
| Các Tháp Chăm ở Ninh Thuận            |          | Tỉnh Khánh Hòa 11°35′59″B 108°56′45″Đ / 11,59972°B 108,94583°Đ          | Văn hóa     | Tỉnh Ninh Thuận cũng đã gửi hồ sơ và tờ trình tới Bộ Văn hóa, Thể thao và Du lịch, Ủy ban UNESCO Việt Nam đề nghị UNESCO xét, công nhận quần thể tháp Chăm tại Ninh Thuận là Di sản thế giới. |
| Địa đạo Vịnh Mốc                      |          | Tỉnh Quảng Trị 17°04′27″B 107°06′27″Đ / 17,07417°B 107,1075°Đ           | Văn hóa     | Bộ Văn hóa, Thể thao và Du lịch đã đề nghị Ủy ban Nhân dân tỉnh Quảng Trị giao cho các cơ quan chuyên môn triển khai một số nội dung ở giai đoạn 1 của việc đưa di tích địa đạo Vịnh Mốc vào danh mục di sản thế giới dự kiến của UNESCO: lập báo cáo tóm tắt di tích địa đạo Vịnh Mốc đề nghị Bộ Văn hóa, Thể thao và Du lịch xin ý kiến thẩm định của Hội đồng Di sản Văn hóa Quốc gia. |
| Di tích khảo cổ Sa Huỳnh ở Quảng Ngãi |          | Tỉnh Quảng Ngãi 15°46′16″B 106°00′2″Đ / 15,77111°B 106,00056°Đ          | Văn hóa     | Tỉnh Quảng Ngãi cũng đã gửi hồ sơ và tờ trình tới Bộ Văn hóa, Thể thao và Du lịch, Ủy ban UNESCO Việt Nam đề nghị UNESCO xét, công nhận Di tích Văn Hóa Sa Huỳnh tại Quảng Ngãi là Di sản thế giới |

## Các đề cử bị gác lại
Bên cạnh các di sản được công nhận, Việt Nam có 8 đề cử di sản bị thất bại. Các di sản này vẫn tiếp tục hoàn thiện hồ sơ đề cử lại, đó là:
1. Chùa Hương (văn hóa) - đề cử năm 1991.
2. Vườn quốc gia Cúc Phương (thiên nhiên) - đề cử năm 1991.
3. Cố đô Hoa Lư (văn hoá) - đề cử năm 1991, hiện là một bộ phận của Quần thể di sản thế giới Tràng An.
4. Hồ Ba Bể (thiên nhiên) - đề cử và rút hồ sơ năm 2008 sau ý kiến thẩm định của IUCN. Tổ chức này cho rằng Ba Bể nếu mở rộng (bao gồm Khu bảo tồn thiên nhiên Na Hang, Khu bảo tồn Nam Xuân Lạc và Rừng phòng hộ Lâm Bình) sẽ có tiềm năng đáp ứng tiêu chí (X). Hiện đang xây dựng hồ sơ "Khu di sản thiên nhiên Ba Bể-Na Hang" liên tỉnh Bắc Kạn và Tuyên Quang.
5. Vườn quốc gia Cát Tiên tại kỳ họp thứ 37 ở Campuchia năm 2013. IUCN khuyến cáo mở rộng toàn bộ ranh giới di sản tương ứng với Khu dự trữ sinh quyển Đồng Nai và tăng cường bảo tồn giá trị đa dạng sinh học.
6. Quần đảo Cát Bà rút hồ sơ vào kỳ họp thứ 38 ở Qatar theo tiêu chí tiêu chí đa dạng sinh học ngày 16 tháng 6 năm 2014. Hiện đang Hải Phòng đang phối hợp với Quảng Ninh xây dựng hồ sơ "Vịnh Hạ Long-Quần đảo Cát Bà" dưới các tiêu chí (Vii), (Viii), (Ix) và (X).

## Di sản thế giới với du lịch
Các di sản thế giới của Việt Nam sau khi được công nhận luôn được đánh giá cao và được định hướng khai thác để phát triển trở thành các khu, điểm du lịch có ý nghĩa quốc gia và quốc tế, làm động lực cho sự phát triển du lịch ở nước này.
Theo ông Lê Trọng Bình, TS.KTS. Viện trưởng Viện Nghiên cứu phát triển Du lịch "Hệ thống di sản là cơ sở hình thành và phát triển các sản phẩm du lịch, đặc biệt là du lịch sinh thái và du lịch văn hoá góp phần đưa Việt Nam trở thành một trong những trung tâm du lịch của khu vực châu Á, thu hút lượng khách du lịch quốc tế đến Việt Nam ngày càng tăng, đem lại nguồn thu lớn cho nền kinh tế quốc dân".
Những con số thống kê sơ bộ thời gian qua tại các di sản thế giới đã phản ánh rõ rang lượng khách du lịch tại các khu di sản tăng vọt ngay trong năm đầu tiên trở thành di sản thế giới, và hàng năm lượng khách du lịch đều tăng càng ngày càng nhanh, năm sau nhiều hơn năm trước. Lượng khách tham quan di sản tăng nhanh kéo theo sự phát triển nhanh chóng trực tiếp của ngành du lịch tại địa phương có di sản thế giới và gián tiếp là ngành du lịch trong phạm vi đất nước.
Thống kê chưa đầy đủ của UNESCO cho thấy ở những nơi có di sản thế giới được công nhận đã thu hút du khách đến thăm đông hơn, ở lại lâu hơn 2,5 lần so với nơi khác có đặc điểm tương đương. Tuy nhiên ở những nơi này phải đối mặt với nguy cơ mai một bản sắc, môi trường ô nhiễm, quá tải du khách so với sức chứa của di sản, gây tổn hại cho di sản.
Năm 2015, Cục Di sản văn hóa - Bộ Văn hóa thể thao và du lịch Việt Nam đã công bố về số lượng khách tham quan các điểm du lịch Việt Nam, theo đó dẫn đầu là Quần thể danh thắng Tràng An đón hơn 5 triệu lượt khách, tiếp theo là vịnh Hạ Long đón trên 2,5 triệu lượt khách, cố đô Huế đứng thứ ba với hơn 2 triệu lượt khách, phố cổ Hội An đón khoảng 1,1 triệu lượt khách; Vườn quốc gia Phong Nha - Kẻ Bàng đón khoảng 740.000 lượt khách.
Năm 2019, lượng khách du lịch quốc tế, trong nước tới tham quan 8 di sản thế giới tại Việt Nam tăng mạnh so với năm 2018. Trong đó, Quần thể danh thắng Tràng An (Ninh Bình) tiếp tục dẫn đầu khi đón 6.327.488 lượt khách; Khu phố cổ Hội An đón 5.35 triệu lượt khách; Vịnh Hạ Long (Quảng Ninh) đã đón 4.4 triệu khách; Cố đô Huế đón 3.328.424 khách; Vườn quốc gia Phong Nha - Kẻ Bàng (Quảng Bình) đón 921 nghìn lượt khách; Khu Trung tâm Hoàng thành Thăng Long – Hà Nội đón 461.715 lượt khách; Khu Di tích Mỹ Sơn đón 419.000 khách; Thành nhà Hồ (Thanh Hóa) đón 126.660 khách.
Tối 28/11/2019, lễ trao giải World Travel Awards (WTA) 2019 diễn ra tại Oman, Lần đầu tiên Việt Nam được World Travel Awards vinh danh ở hạng mục "điểm đến di sản hàng đầu thế giới", vượt qua Trung Quốc, Ai Cập, Brazil,...